# Acayotla
Acayotla är en ort i Mexiko.   Den ligger i kommunen Córdoba och delstaten Veracruz, i den sydöstra delen av landet, 230 km öster om huvudstaden Mexico City. Acayotla ligger 1 118 meter över havet och antalet invånare är 451.
Terrängen runt Acayotla är kuperad. Runt Acayotla är det tätbefolkat, med 427 invånare per kvadratkilometer. Närmaste större samhälle är Córdoba, 11,6 km söder om Acayotla. I omgivningarna runt Acayotla växer huvudsakligen savannskog.